# Amtsgericht Münder
Das Amtsgericht Münder war ein Gericht der ordentlichen Gerichtsbarkeit in Münder.
Nach der Revolution von 1848 wurde im Königreich Hannover die Rechtsprechung von der Verwaltung getrennt und die Patrimonialgerichtsbarkeit abgeschafft.
Das Amtsgericht wurde daraufhin mit der Verordnung vom 7. August 1852 die Bildung der Amtsgerichte und unteren Verwaltungsbehörden betreffend als königlich hannoversches Amtsgericht gegründet.
Es umfasste die zum Amt Springe gehörenden Ortschaften Behrensen, Diedersen, Flegessen, Hachmühlen, Hasperde, Holtensen, Klein Süntel, Unsen, Welliehausen und die Stadt Münder.
Das Amtsgericht war dem Obergericht Hameln untergeordnet. Im Jahre 1859 wurde das Gericht aufgelöst und sein Gerichtsbezirk dem Amtsgericht Springe zugeordnet.